# ليوبولد شيفر
ليوبولد شيفر Leopold Schefer (ولد في 30 يوليو 1784 في موسكاو في منطقة أوبرلاوْزيتس - ومات فيها في 13 فبراير 1862) هو شاعر وموسيقي ألماني.

## حياته
كان أبوه طبيبا محليا من موسكاو وأمه ابنة قسيس من كليتن. وبعد أن تلقى دروسا خصوصية في البيت من أبيه ومن أندرياس تام مدير مدرسة موسكاو الحكومية ومن يوهانس يوستوس روده مستشار البلاط، التحق من عام 1799 حتى 1804 بالمدرسة الثانوية في باوْتسن. وبدأ في تلك الفترة يكتب ويؤلف مقطوعات موسيقية، وكان معلمه للموسيقى هو يوهان صأمويل بيتري قائد للكورال الكنسي.
ثم أقام بعد ذلك حتى عام 1816 في موسكاو، ثم شغل بنجاح منصب نائب لنبيل من النبلاء هو هرمان فون بيكلر- موسكاو في غيابه وكانت مهمته مفتشا عاما بين عامي 1812 و 1816. وفي تلك الفترة قام برحلة إلى إنجلترا مع بيكلر في عام 1814، فزار العديد من المتنزهات وكذلك مسرح إليزا أونيل وتأثر بها كثيرا، لدرجة أنها يتكرر ظهورها في أعماله.
ثم انتقل بعدها إلى فيينا حيث درس الطب ولغات أخرى وكذلك الموسيقى لدى أنتونيو ساليري. ومن هناك قام برحلات الكثيرة التي كانت غالبا على الأقدام زار فيها بلاد حوض البحر الأبيض المتوسط، وكان يسميها «جامعة حياته» Lebensuniversität، وهذه البلاد هي: إيطاليا ومالطا واليونان ومصر وفلسطين وسوريا والأناضول القسطنطينية.
ثم عاد في ديسمبر 1819 إلى موسكاو وتزوج عام 1821، وقام ببناء بيت وفق تصاميمه الخاصة وأنجب ابنا وأربع بنات. ثم سافر رغم كثير من الخطط (إلى دريسدن وشتوتغارت وبريلن وبرانيتس ودوبشوتس) وحقق نجاحا كبيرا في مجال الكتابة الأدبية وكان يتعيش منها؛ وعلى الجانب الآخر فإنه لم يكن مشهورا بصفته ملحنا موسيقيا. وبعد أن أيد الثورة في عام 1848 بدأت شعبيته بعد فشل الثورة في الخفوت وتوفي في موسكاو في عام 1862. ودفن مقبرة تقع على مرمى بيته الذي بناه بنفسه.

## شيفر الكاتب
كان شيفر كاتبا مشهورا منذ عشرينات القرن التاسع عشر حتى منتصفه. وكانت بداية الشهرة في عام 1923 من خلال أقصوصته اليونانية «بالميريو» Palmerio التي كتبها في خضم حماسته التي أثارتها الثورة اليونانية ضد الإمبراطورية العثمانية في وسط أوروبا. ونشرت كذلك روايات وأقاصيص تتخللها معرفته بالبلاد والناس والتجارب الشخصية في العديد من كتب الجيب والتقاويم الأدبية. واتسم بقوة خاصة من خلال وصفه للكوارث الطبيعية.
أما كتابه المعنون «مختارات للعامة» Laienbrevier المنشور في عامي 1834 و 1835 (وهو مجموعة من القصائد التعليمية لكل يوم من أيام السنة) فقد طبع 21 طبعة حتى عام 1898. وحين قامت الثورة في عام 1848 كان شيفر من الكتاب المناضلين في سبيلها لكنها فشلت.
وبدأت شهرته في الخفوت بعد عام 1900 رغم محاولات لإحياء تراثه عبر تيودور شتورم (كتاب منزلي من الشعراء الألمان Hausbuch aus deutschen Dichtern 1870) وكارل فيركسهاجن (مخطط لإصدار العمل Plan einer Werkausgabe 1897) وهانس بينتسمان (البالادة الألمانية 1913). أما تأثيره في القرن الحديث فكان على دائرة شارون Charonkreis ومنهم كارل روتجر وربما أثر على ياكوب فاسرمان وفرانتس فرفل. وعاد الاعتبار إليه مرة أخرى حين وصفه أرنو شميدت في عام 1961 في كتابه Belphegor بأنه «أستاذ بارع للحلقة الثانية» „ein[en] gute[n] Meister zweiten Ranges“.
ترك شيفر إرثا أدبيا وموسيقيا تجاوز غير المنشور منه المنشور في حياته، فغير المنشور منه يشمل مذكرات وقصائد ومؤلفات موسيقية عديدة، من بينها أغان شهيرة وأوبرا غير مكتملة. أما المنشور منه فيشمل روايات وأقاصيص وقصائد وكذك 12 جزءا من «مختارات من أعماله» نشرت في عامي 1845 و 1846.

## شيفر المحرر الصحفي والمحرر الأدبي
اشترك شيفر مع لوسي فون بيكلر في تحرير كتب رحلات هيرمان فون بيكلر، وربما كان هو محرر التقويم الأدبي الذي كان يصدر في بونتسلاوْ بعنوان «هيلينا» Helena. وحرر كذلك الكتابات الغير منشورة للواعظ من موسكاو يوهان جوتفريد بيتريك، وكذلك مجموعة أقاصيص للكاتبة Frau von W..

## شيفر المؤلف الموسيقي
لم يكن شيفر مشهورا في حياته كموسيقي رغم العديد من الأغاني والمقطوعات الموسيقية الاجتماعية التي ألفها، بالإضافة إلى أنه درس الموسيقة على يد أنتونيو ساليري. ومؤخرا تم تقديره من جديد من قبل المولف الموسيقي إرنست يورجن دراير فوصف بأنه مؤلف موسيقي يتسم بالأصالة. وقد أقيمت العديد من العروض خصصت لعزف أعماله الموسيقية في السنوات الأخيرة؛ ففي ذكرى ميلاده رقم 222 في يوم 30 يوليو 2006 وفي إطار الصيف الموسيقي في لاوزيتس تم تخصيص يوم كامل لحفلات كثيرة أقيمت في باد موسكاو عزفت خلالها مؤلفاته الموسيقية.

## أثر شيفر في موسكاو
كان شيفر في شبابه صديقا للأمير هيرمان فون بيكلر- موسكاو الذي كان كاتبا ومصمما للحدائق، واشترك معه في دراساته الأولى لتصميم الحديقة وفقا للطراز الإنجليزي. كما كان يدير أملاكه في موسكاو أثناء وبعد الحملة النابوليونية في عام 1812، وهي فترة رعب دموية وسلب ونهب وسفك للدماء من قبل القوات الفرنسية.
وعاد بعد نزهته في العالم «في مساء شبابي» على حد قوله، إلى موسكاو في عام 1819 وتعيش من عائدات أعماله الأدبية وكذلك من مرتب شهري من الأمير. وكان مشرفا على طبع أعمال الأمير وموكلا منه بعقد العقود.
وأدار في عام 1848 حملة ترشح هاينريش لاوبه لعضوية البرلمان في كنيسة باول في فرانكفورت. وظل يكتب حتى وفاته في فبراير 1862. ويعتبر شيفر الشاعر الوحيد في القرن التاسع عشر الذي بنى بيته وفق تصميمه الخاص، وما زال البيت قائما في باد موسكاو وقد أعيد ترميمه مؤخرا.
أما إرثه الأدبي فيوجد حاليا في جمعية العلوم في أوبرلاوزيتس في جورليتس، وإرثه الموسيقيّ فيوجد في أرشيف جوته وشيلر في فايمار.

## من أعماله
ما نشر في حياته
- قصائد 1811
- بالميريو 1823 (أقصوصة حول زواج ثنائي في اليونان)
- زواج الفنان 1828 (أقصوصة حول زواج ألبريشت دورر)
- أعمال شعرية قصيرة 1828
- أقاصيص جديدة 1831
- مختارات للعامية
- روايات قصيرة 1836
- الرسائل السماوية التركية لمحمد Mahomet’s Türkische Himmelsbriefe (قصائد 1840)
- الكوميديا الإلهية في روما (أقصوصة حول محاكمة وإعدام جوردانو برونو)

مما نشر بعد وفاته
- كتاب الحياة والحب (قصائد 1877)